# Odeska Obwodowa Administracja Państwowa

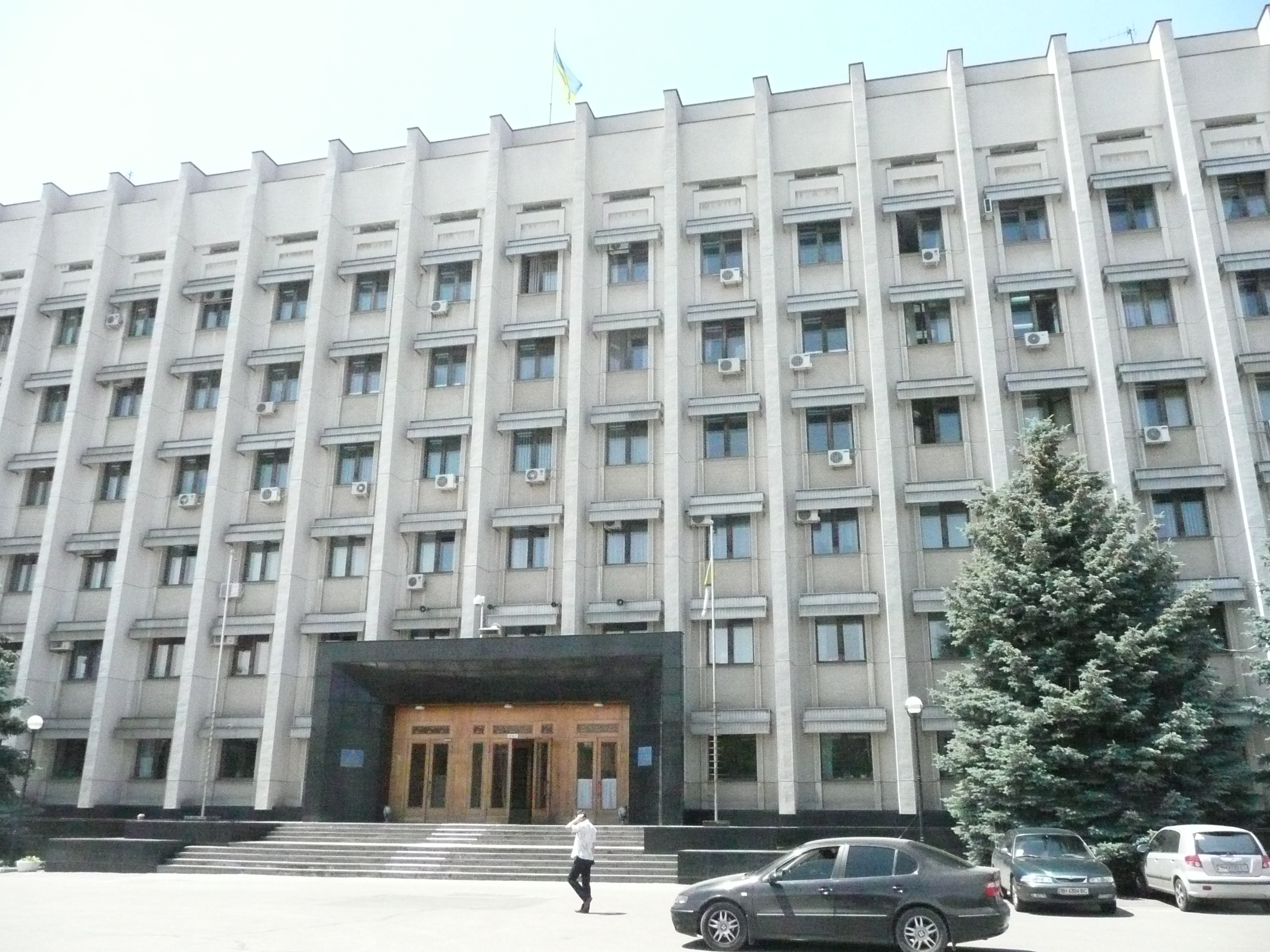
Budynek Administracji Państwowej Obwodu Odeskiego

Odeska Obwodowa Administracja Państwowa – obwodowa administracja państwowa (ukr. Одеська обласна державна адміністрація), działająca w obwodzie odeskim Ukrainy.

## Przewodniczący administracji
- Rusłan Bodełan (od stycznia 1991 do marca 1992)
- Wałentyn Symonenko (przedstawiciel prezydenta; od marca do lipca 1991)
- Wałdłen Iljin (od lipca 1992 do sierpnia 1994)
- Rusłan Bodełan (od lipca 1994 do maja 1998)
- Serhij Hrynewecki (od 26 maja 1998 do 3 lutego 2005)
- Wasyl Cuszko (od lutego 2005 do maja 2006)
- Borys Zwiahincew (od maja do sierpnia 2006)
- Iwan Płaczkow (od 3 sierpnia 2006 do 1 listopada 2007)
- Mykoła Serdiuk (od 6 grudnia 2007 do 18 marca 2010)
- Eduard Matwijczuk (od 18 marca 2010 do 8 listopada 2013)
- Mykoła Skoryk (od 8 listopada 2013 do 3 marca 2014)
- Wołodymyr Nemyrowski (od 3 marca do 6 maja 2014)
  - Walerij Kaurow (samozwańczy ludowy gubernator Odeskiej Republiki Ludowej i przywódca Federacyjnej Republiki Noworosji w kwietniu 2014, z poparciem Rosji)
- Ihor Pałycia (od 6 maja 2014 do 30 maja 2015)
- Micheil Saakaszwili (od 30 maja 2015 do 9 listopada 2016)
- Sołomija Bobrowska (pełniąca obowiązki; od 9 listopada 2016 do 12 stycznia 2017)
- Maksym Stepanow (od 12 stycznia 2017 do 10 kwietnia 2019)
- Serhij Paraszczenko (pełniący obowiązki; od 10 kwietnia 2019 do 11 czerwca 2019)
- Świetlana Szatałowa (pełniąca obowiązki; od 14 czerwca 2019 do 11 października 2019)
- Maksym Kucyj (od 11 października 2019 do 5 listopada 2020)
- Wiaczesław Oweczkin (pełniący obowiązki; od 9 listopada 2020 do 27 listopada 2020)
- Serhij Hrynewecki (od 27 listopada 2020 do 1 marca 2022)
- Maksym Marczenko (od 1 marca 2022 do 15 marca 2023)
- Oleg Kiper (od 30 maja 2023)